# Pezodrymadusa grisea
Pezodrymadusa grisea är en insektsart som först beskrevs av Brunner von Wattenwyl 1882.  Pezodrymadusa grisea ingår i släktet Pezodrymadusa och familjen vårtbitare. Inga underarter finns listade i Catalogue of Life.